# Procambarus regiomontanus
Procambarus regiomontanus är en kräftdjursart som beskrevs av Villalobos 1954. Procambarus regiomontanus ingår i släktet Procambarus och familjen Cambaridae. IUCN kategoriserar arten globalt som akut hotad. Inga underarter finns listade i Catalogue of Life.